# François Debeauvais

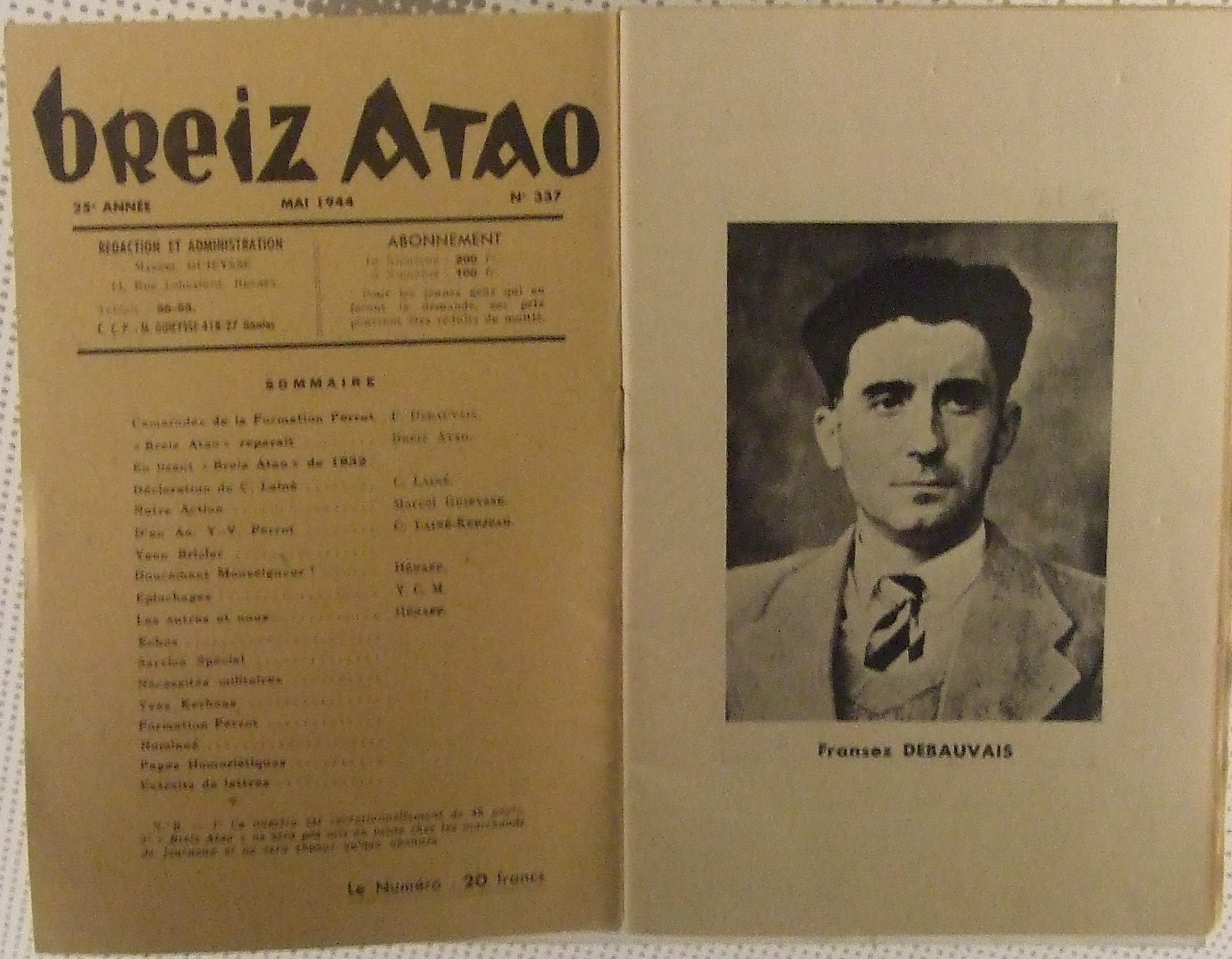
Aflevering van Breiz Atao met een foto van Debeauvais

François Debeauvais (Rennes, 1902 – Colmar, 20 maart 1944) was een Bretonse nationalist en tijdens de Tweede Wereldoorlog collaborateur. Zijn naam is ook in diverse Bretonse varianten gespeld: François Debauvais, Fransez Debeauvais, Fransez Debauvais, Fañch Debeauvais, Fañch Debauvais, Fañch deb.

## Breiz Atao
Debeauvais was de zoon van een tuinder uit Le Pertre. Oorspronkelijk werkte hij als apotheker, maar hij werd snel een activist voor het Bretons nationalisme. Debeauvais werd geassocieerd met de oprichting van de Bretonse nationalistische krant Breiz Atao. Hij werd in 1920 benoemd tot president van de Bretonse jeugdbeweging Unvaniez Yaounkiz Breiz. Hij steeg snel binnen de beweging en werd geassocieerd met de groep van Yann Bricler en Olier Mordrel. Debeauvais nam samen met Yann Sohier, Youen Drezen, Jakez Riou, Abeozen en Marcel Guieysse in 1924 deel aan de Breiz Atao’s Pan-Keltische Congres in Quimper. Volgens de memoires van zijn vrouw Anna Youenou (medelid van de Breiz Atao, met wie hij in 1929 trouwde) werd Debeauvais in die tijd beïnvloed door Charles Maurras. In 1930 stelde hij de oprichting voor van een weekblad genaamd Le Peuple Breton (Het Bretonse Volk), maar hij was niet in staat om voldoende financiering bijeen te krijgen. 

## Bretonse Nationale Partij
Door de splitsing tussen federalisten en onafhankelijken in het Bretonse nationalisme steunde Debeauvais de Bretonse Nationale Partij (Parti National Breton, PNB). Hij ging verder als redacteur van de Breiz Atao. Hij raakte ook betrokken bij de Gwenn-ha-du, de terroristische vleugel van de beweging.
In maart 1933 publiceerde de Breiz Atao een programma genaamd “SAGA” (Strollad Ar Gelted Adsavet: Programma van de herrijzende Kelten) die door Mordrel was opgesteld. Debeauvais was voorzichtig door het te presenteren als een voorstel voor de richting van de partij, niet als haar beleid.
Het fascistische en racistische karakter van het programma van Mordrel lokte kritiek van vele lezers uit. In 1937 voorkwam Debeauvais dat de Mordrels extremitische groep de macht overnam in de PNB.
Maar de gedachten van Debeauvais kwamen grotendeels overeen met die van Mordrel. Eind jaren dertig hadden beide mannen contacten met de Duitse Nationaalsocialistische Duitse Arbeiderspartij. Met de dreigende uitbraak van een oorlog verzocht de Franse regering om hem te vervolgen wegens opruiende activiteiten. Na een korte periode van ballingschap in België werd Debeauvais voor 6 maanden gevangengezet. Op 14 december 1938 werden Debeauvais en Mordrel veroordeeld voor een nieuwe term, de "aanval op de eenheid van de natie". Hij werd vrijgelaten op 25 juli 1939, na verontschuldigen op 15 februari 1939.

## Ballingschap in Duitsland
Met de Franse oorlogsverklaring aan Duitsland in september 1939 werd de Bretonse Nationale Partij ontbonden door de Franse regering van Édouard Daladier. De eigendom van de partij werd in beslag genomen en rapporten werden vernietigd. Debeauvais en Mordrel kozen er liever voor om in ballingschap te gaan dan Frankrijk te steunen. Vanuit Amsterdam richtten Debeauvais en Mordrel een proclamatie aan het Bretonse volk voor de veroordeling van de oorlog. 
Tegen het einde van 1939 vertrok hij naar Berlijn "om de kaart te proberen te spelen van de Bretonse onafhankelijkheid in de waarschijnlijke uitkomst van een Franse nederlaag".
In Duitsland beval de Pangermaanse factie aan de uitbreiding van het Rijk met alle Duitstaligen en de ontmanteling van de grote Europese mogendheden volgens taalkundige criteria, een standpunt dat in overeenstemming was met het Bretonse nationalisme. De oprichting van een Bretonse staat vond ook aanhangers onder militairen die wilden breken met Frankrijk, zodat het niet langer rivaal zou zijn van Duitsland. 
In januari 1940 stelden Debeauvais en Mordrel een “Oorlogsbrief” (Lizer Brezl) op om er bij hun militante aanhangers op aan te dringen dat "een echte Breton niet het recht had om te sterven voor Frankrijk". Ze voegden eraan toe: "Onze eeuwige vijanden en onze huidige zijn de Fransen, het zijn zij die nog steeds schade aan Bretagne veroorzaken”.  In april 1940, in een imitatie van Roger Casement, bedacht Debeauvais een project van lossing van wapens uit een onderzeeër aan de kust van Leon, om hem te de Bretonse Nationale Partij te laten herstellen als een geheime paramilitaire groep. Hij liet het plan vallen na ingrijpen van Mordrel. 
Op 7 mei 1940 werden Debeauvais en Mordrel bij verstek veroordeeld door een militair tribunaal in Rennes voor “aantasting van de externe veiligheid van de staat en de integriteit van het grondgebied, het onderhoud of de aanwerving van een verboden groep, provocatie van soldaten desertie en verraad". Ze werden beiden militair gedegradeerd en ter dood veroordeeld. Begin mei 1940 riep Debeauvais in Berlijn een Bretonse “regering-in-ballingschap” (Bretonische Regierung) uit. Deze werd niet officieel erkend door de Duitsers. Maar de Duitsers gaven Debeauvais en Mordrel paspoorten voor “stateloze personen” en personen binnen de Duitse geheime dienst stonden hun toe om vrij te reizen.  
Debeauvais keerde na de Franse nederlaag in juni 1940 uit ballingschap terug naar Frankrijk en kwam op 1 juli aan in Bretagne. Later in de maand richtten Debeauvais en Mordrel op het “Congres van Pontivy” de Comité national breton op. Ze richtten ook een nieuwe krant op, L'Heure Bretonne die de Breiz Atao verving. Tussen juli 1940 en juni 1944 verschenen er 201 nummers. De eerste redacteur was Morvan Lebesque. 

## Ziekte en dood
In oktober 1940 verslechterde Debeauvais’ gezondheid. Bij hem werd tuberculose vastgesteld en zijn artsen schreven hem rust voor. Hij trok zich terug uit het politieke activisme, maar nam eind 1940 deel aan de afzetting van Mordrel uit het Comité national bretonen met de benoeming van Raymond Delaporte om hem te vervangen. 
Debeauvais’ doel ging uit van de stichting van een nationaalsocialistische vorm van Bretons nationalisme gewijd aan communitaristisch beleid van “anti-kapitalisme en anti-joods-communisme”.
Hij was tussen 1941 en 1943 secretaris van de commissie van het Keltisch Instituut van Bretagne.   
In januari 1944 vertrok Debeauvais naar een privékliniek in Colmar omdat hij leed aan diverse tuberculoses. Een laatste poging om terug controle terug te krijgen over de partij leidde tot zijn steun voor de paramilitaire groepen die door Célestin Lainé waren opgericht. 
Kort voor zijn dood werd zijn zoon lid van de Hitlerjugend in Zillisheim. Debeauvais stierf op 20 maart 1944 in Colmar. 